# ميتيا نيكوليتش
ميتيا نيكوليتش (بالسلوفينية: Mitja Nikolić)‏ مواليد 24 فبراير 1991 في بوستوينا، جمهورية يوغوسلافيا الاشتراكية الاتحادية، هو لاعب كرة سلة سلوفيني. بدأ مسيرته الاحترافية في سنة 2008. يلعب في الدوري الإيطالي لكرة السلة الدرجة الثانية. يحمل الرقم 10.

## المسيرة الاحترافية
لعب مع سلوفان في موسم 2006–2007، ثم لعب مع أوليمبيا في موسم 2007–2008، ثم لعب مع سلوفان في موسم 2008–2009، ثم لعب مع زلاتوروج لاشكو من سنة 2009 إلى 2013، ثم لعب مع براها في موسم 2014–2015، ثم لعب مع أوليمبيا في موسم 2015–2016، ثم لعب مع فورتيتودو بولونيا في الدوري الإيطالي في موسم 2016–2017، ثم لعب مع كازالي في سنة 2017.

## روابط خارجية
- ميتيا نيكوليتش على موقع الاتحاد الدولي لكرة السلة (الإنجليزية)
- ميتيا نيكوليتش على موقع كرة السلة الأوروبية.كوم (الإنجليزية)
- ميتيا نيكوليتش على موقع ريلجم (الإنجليزية)
- ميتيا نيكوليتش على موقع سبورتس رفرنس (الإنجليزية)